# (248) Lamia
Pour les articles homonymes, voir Lamia.
(248) Lamia est un astéroïde de la ceinture principale découvert par Johann Palisa le 5 juin 1885.

## Nom
Son nom fait référence à Lamia, une maîtresse de Zeus.